# 伊香牛站
伊香牛站（日语：／ Ikaushi eki */?）是北海道旅客鐵道石北本線沿線的車站之一，位於日本北海道上川郡當麻町伊香牛。車站編碼為A37。
名稱源自阿伊努語的「i-ika-us-i」，意思為越過的地方。

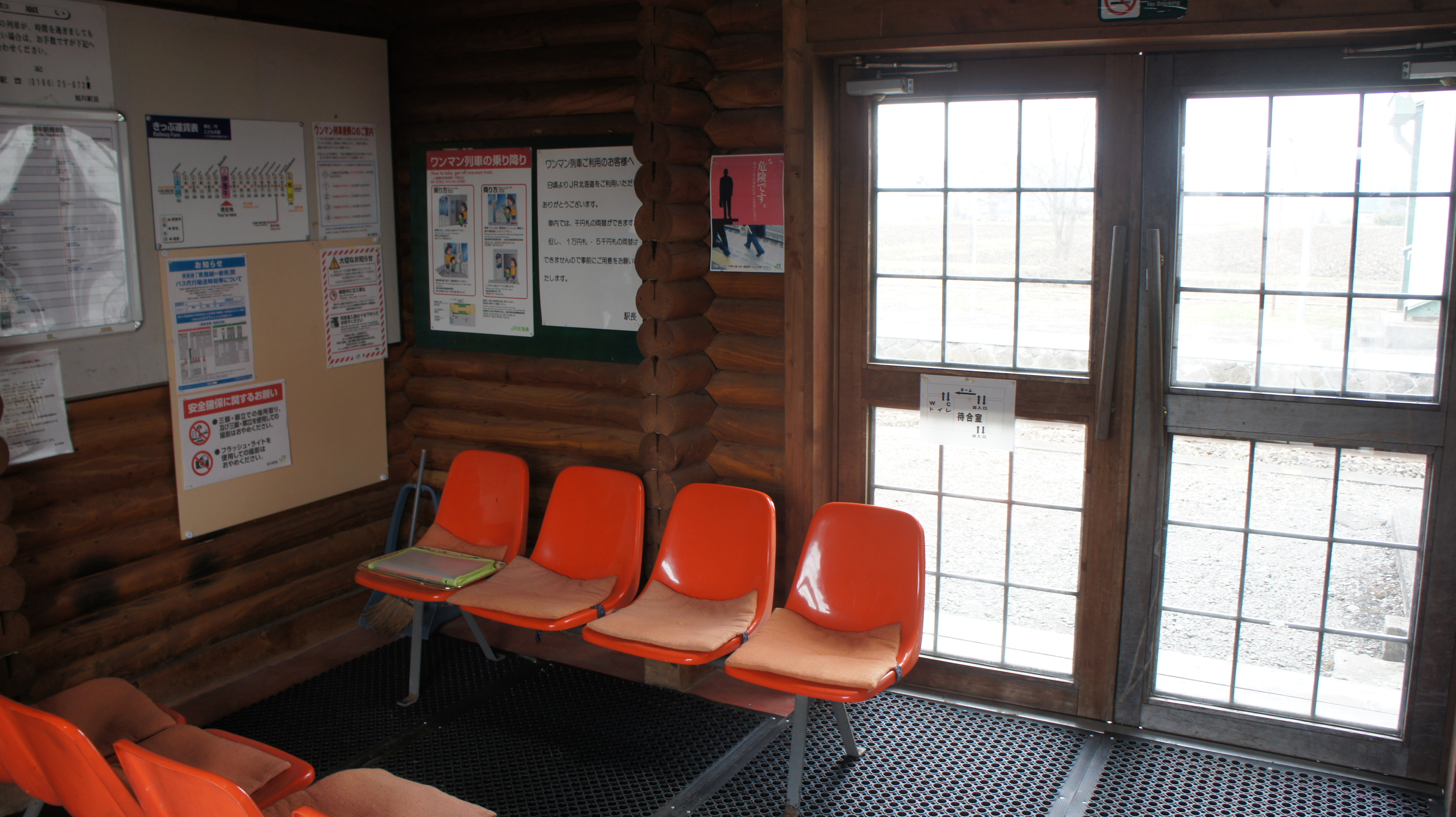
候車室內（2018年4月）

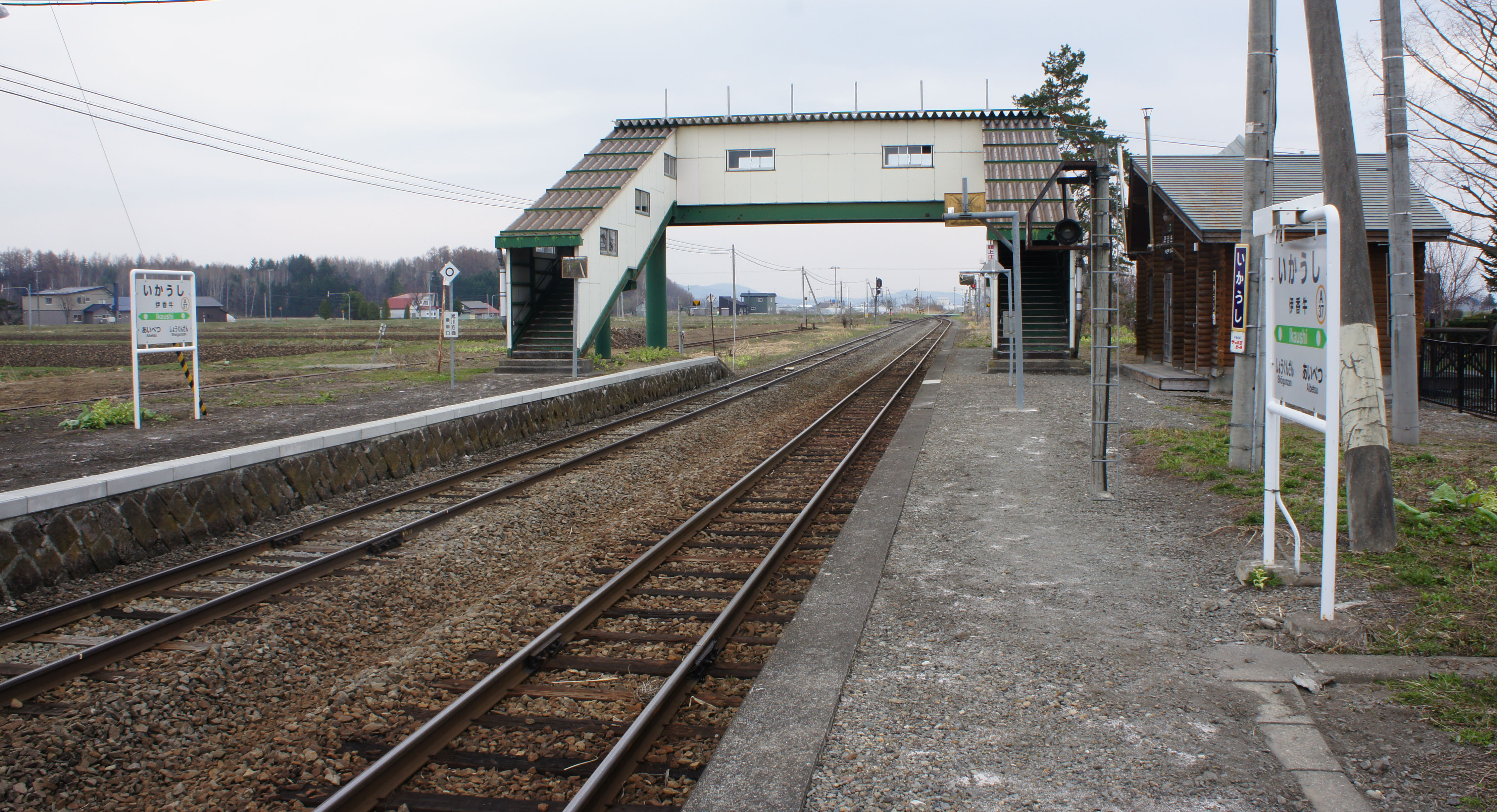
月台（2018年4月）

## 車站構造
- 相對式月台，2面2線的地面車站。設有跨線人行天橋及木屋風的簡易委託站房。
- 無人站，設有自動售票機。

## 車站周邊
- 國道39號
- 旭川東警署伊香牛分所
- 伊香牛郵局
- 當麻町立伊香牛小學
- 道北巴士「伊香牛站前」巴士站

## 歷史
- 1922年（大正11年）11月4日 - 以日本國有鐵道所屬車站之姿啟用。
- 1962年（昭和37年）11月1日 - 廢止貨物裝卸。
- 1983年（昭和58年）1月10日 - 取消行李處理。
- 1987年（昭和62年）4月1日 - 日本國鐵正式民營化並進行分割，車站劃歸由JR北海道繼承。
- 1988年（昭和63年） - 車站大堂改建。
- 1992年（平成4年）4月1日 - 成為無人站。

## 相鄰車站
北海道旅客鐵道（JR北海道）
■石北本線
特別快速「北見」
通過
普通
當麻（A35）－（※）將軍山（A36）－伊香牛（A37）－愛別（A38）
（※）一部分列車通過將軍山站。

## 外部連結
- （日語）JR北海道 – 伊香牛車站 （页面存档备份，存于）
- （日語）全驛參觀之旅 （页面存档备份，存于）